# キラーズ・セッション
『キラーズ・セッション』（原題:Killers Anonymous）は2019年に公開されたイギリスのスリラー映画である。監督はマーティン・オーウェン、主演はゲイリー・オールドマンが務めた。

## 概略
カリフォルニア州のとあるビル。殺人犯たちが衝動や感情をコントロールするための自助グループ、キラー・アノニマスのセッションがそこで開かれていた。そんなある日、同州選出のカイル上院議員が何者かに狙撃される事件が発生した。参加者たちは「この中の誰かが事件に関与したのではないか」という疑念を抱き、ついには暴力の嵐が吹き荒れるのだった。

## キャスト
※括弧内は日本語吹替
- マーカス：トミー・フラナガン（西垣俊作）
- アリス：ライオン・ニコール・ブラウン
- ジョアンナ：マイアンナ・バーリング
- レアンドロ：マイケル・ソーチャ
- カルヴィン：ティム・マキナニー
- カイル上院議員：サム・ヘイゼルダイン
- ヴァイオレット：スキ・ウォーターハウス（小林明日香）
- クリスタル：エリザベス・モリス
- ベン：エリオット・ジェームズ・ラングリッジ
- モーガン：イザベル・アレン
- ジェイド：ジェシカ・アルバ（兼田めぐみ）
- 謎の男：ゲイリー・オールドマン（菊池康弘）

## 製作
2018年7月11日、本作の主要キャストが発表された。同月、本作の主要撮影がロンドンで始まった。

## 公開・マーケティング
2018年10月31日、グラインドストーン・エンターテインメント・グループが本作の全米配給権を獲得したとの報道があった。2019年5月8日、本作のオフィシャル・トレイラーが公開された。

## 評価
本作は批評家から酷評されている。映画批評集積サイトのRotten Tomatoesには9件のレビューがあり、批評家支持率は0%、平均点は10点満点で2.74点となっている。また、Metacriticには5件のレビューがあり、加重平均値は22/100となっている。